# Hallo Spaceboy
Hallo Spaceboy is een nummer van Britse muzikant David Bowie en de zesde track van zijn album 1. Outside uit 1995. Het daaropvolgende jaar werd er een remix gemaakt door de Pet Shop Boys, die werd uitgebracht als de derde single van het album en Alarmschijf werd.

## Achtergrond
Bowie schreef het nummer tijdens grotendeels geïmproviseerde opnamesessies met zijn band in 1995 en schreef het oorspronkelijk met een Nine Inch Nails-sfeer. Bowie zei over de track: "Ik aanbid dat nummer. In mijn beleving was het Jim Morrison die industrial ontmoette. Toen ik het terugluisterde, dacht ik 'Verdomme, het is een soort metal Doors.' Het is een buitengewoon geluid."
De leden van de metalband Pagan's Mind brachten dit idee een stapje verder en namen voor hun album God's Equation een powermetalversie van het nummer op.

## Pet Shop Boys-remix
De commerciële versie van de single bevatte een remix door de Pet Shop Boys als het hoofdnummer, niet de originele albumversie. In tegenstelling tot het origineel is de singleremix veel meer disco-georiënteerd en bevatte nieuwe teksten gezongen door Neil Tennant. De introductie was gesampled van de eerste track op Outside, "Leon Takes Us Outside". Bowie uitte oorspronkelijk zijn terughoudende gevoelens over de aanvullingen, die refereerden naar de tekst van zijn eerste hit "Space Oddity", maar was het er later mee eens dat deze aanvullingen goed werkten. Bowie en de Pet Shop Boys traden tijdens de Brit Awards in 1996 met een live-uitvoering van deze remix.

## Tracklijst
- Alle nummers geschreven door Bowie en Brian Eno, tenzij anders genoteerd.

Cd-versie (74321 35383 2, Europa)
1. "Hallo Spaceboy" (Pet Shop Boys remix) - 4:25
2. "Under Pressure" (live) (Bowie/Freddie Mercury/Brian May/Roger Taylor/John Deacon) - 4:07

Cd-versie (74321 35384 2, Verenigd Koninkrijk)
1. "Hallo Spaceboy" (Pet Shop Boys remix) - 4:25
2. "Under Pressure" (live) (Bowie/Mercury/May/Taylor/Deacon) - 4:07
3. "Moonage Daydream" (live) (Bowie) - 5:25
4. "The Hearts Filthy Lesson" (Radio Edit) (Bowie/Eno/Reeves Gabrels/Mike Garson/Erdal Kızılçay/Sterling Campbell) - 4:56

Cd-versie (74321 35382 2, Europa)
1. "Hallo Spaceboy" (Pet Shop Boys remix) - 4:25
2. "Under Pressure" (live) (Bowie/Mercury/May/Taylor/Deacon) - 4:07
3. "Moonage Daydream" (live) (Bowie) - 5:25
4. "The Hearts Filthy Lesson" (Bowie Mix) (Bowie/Eno/Gabrels/Garson/Kızılçay/Campbell) - 4:56

Cd-versie (BVCA-8820, Japan)
1. "Hallo Spaceboy" (Pet Shop Boys remix) - 4:25
2. "Under Pressure" (live) (Bowie/Mercury/May/Taylor/Deacon) - 4:07
3. "Moonage Daydream" (live) (Bowie) - 5:25
4. "The Hearts Filthy Lesson" (Rubber Mix) (Bowie/Eno/Gabrels/Garson/Kızılçay/Campbell) - 4:56

7"-versie
1. "Hallo Spaceboy" (Pet Shop Boys remix) - 4:25
2. "The Hearts Filthy Lesson" (Radio Edit) (Bowie/Eno/Gabrels/Garson/Kızılçay/Campbell) - 3:33

12"-versie (Europa)
1. "Hallo Spaceboy" (12" remix) - 6:34

12"-versie (Verenigd Koninkrijk)
1. "Hallo Spaceboy" (Double Click mix) - 7:47
2. "Hallo Spaceboy" (Instrumental) - 7:41
3. "Hallo Spaceboy" (Lost in Space mix) - 6:29

12"-versie (Verenigde Staten)
1. Hallo Spaceboy" (12" remix) - 6:45
2. "Hallo Spaceboy" (Pet Shop Boys remix) - 4:25
3. "Hallo Spaceboy" (Double Click mix) - 7:47
4. "Hallo Spaceboy" (Lost in Space mix) - 6:29

## Muzikanten
- David Bowie: zang, saxofoon
- Brian Eno: synthesizers, drummachine
- Reeves Gabrels: gitaar
- Mark Plati: gitaar
- Carlos Alomar: gitaar
- Erdal Kızılçay: basgitaar
- Mike Garson: piano
- Sterling Campbell: drums

## Hitnoteringen

### Nederlandse Top 40
| Hitnotering: 30-03-1996 t/m 20-04-1996 | Hitnotering: 30-03-1996 t/m 20-04-1996 | Hitnotering: 30-03-1996 t/m 20-04-1996 | Hitnotering: 30-03-1996 t/m 20-04-1996 | Hitnotering: 30-03-1996 t/m 20-04-1996 | Hitnotering: 30-03-1996 t/m 20-04-1996 |
| Week:                                  | 1                                      | 2                                      | 3                                      | 4                                      |                                        |
| -------------------------------------- | -------------------------------------- | -------------------------------------- | -------------------------------------- | -------------------------------------- | -------------------------------------- |
| Positie:                               | 30                                     | 25                                     | 24                                     | 36                                     | uit                                    |

### Nationale Hitparade top 50 /Single Top 100
| Hitnotering: 30-03-1996 t/m 20-04-1996 | Hitnotering: 30-03-1996 t/m 20-04-1996 | Hitnotering: 30-03-1996 t/m 20-04-1996 | Hitnotering: 30-03-1996 t/m 20-04-1996 | Hitnotering: 30-03-1996 t/m 20-04-1996 | Hitnotering: 30-03-1996 t/m 20-04-1996 |
| Week:                                  | 1                                      | 2                                      | 3                                      | 4                                      |                                        |
| -------------------------------------- | -------------------------------------- | -------------------------------------- | -------------------------------------- | -------------------------------------- | -------------------------------------- |
| Positie:                               | 42                                     | 34                                     | 33                                     | 42                                     | uit                                    |